# Инса Груп
„Инса“ е група български компании в производството и търговията на петролни продукти. Компаниите са собственост на бизнесмена Георги Самуилов и жена му Иванка Самуилова.

## История
Дейността на собствениците на Инса Груп с търговия на петролни продукти започва през 1993 г. с основаване на фирма „Самс интернешънъл“ в град Раковски. През 1997 г. като съдружник във фирмата влиза компанията „Арес холдинг“ от структурата на Мултигруп, която се занимава с бизнес с горива и е създадена от Димитър Иванов.
Формирането на Инса Груп започва през 1999 г. когато Самуилов учредява „Инса трейдинг". През 2001 г. Самуилов основава останалите компании от групата, сред които „Инса Ойл“.
През 2003 г. е пусната в експлоатация рафинерията на „Инса Ойл“ в село Белозем. През февруари 2010 г. „Инса Ойл“ пуска в експлоатация и нова инсталация за собствено производство на горива.
Производството на компаниите от групата е сертифицирано по ISO 9001. В компаниите на групата работят около 450 души.

## Структура
Групата включва следните компании.

### Инса Ойл
Фирма „Инса Ойл“ е с предмет на дейност производство и търговия с петролни продукти. Индустриална база на площ от над 300 декара. Фирмата разполага със собствена рафинерия и инсталация за собствено производство на горива типа сяроочистка. Инсталацията използва метода на десулфуриране на средно дестилатни фракции чрез водород с което се постигат максимално пречистени от сяра горива – дизел и промишлен газьол.

### Инса ЕООД
Фирма „Инса“ ЕООД е компания от химическата индустрия, произвеждаща смазочни масла за различни направления от промишлеността, автомобилния транспорт, корабни масла и технологични течности, енергетични и хидродинамични масла, консервационни продукти. Производствените мощности на компанията са разположени на 30 декара площ.

### Инса Газ
Основната дейност на „Инса Газ“ е доставка, съхранение и разпределение на втечнени нефтени газове – основно пропан-бутан. Компанията притежава складова база с капацитет 3000 кубически метра. Базата е оборудвана с производствена инсталация за обогатяване на газовете с цел повишаване на показателите им и терминал за съхранение и разпределение на гориво, оборудван с жп изливно и автоналивно устройство.

### Инса Порт
Фирмата „Инса Порт“ управлява петролна складова база в Русе. За извършване на своите дейности компанията използва собствен резервоарен парк с обща вместимост 7000 кубически метра и модерни терминали за извършване на товаро-разтоварни дейности с автомобилни, железопътни и водни транспортни средства.

### Св. Елисавета
Медицински център „Св. Елисавета“ е лечебно заведение за специализирана медицинска помощ, разположен в гр. Раковски и с филиали в село Белозем и град Брезово. Медицинският център разполага с операционен блок с операционна зала, пред операционна, реанимационна и стаи за пролежаване на оперираните пациенти. В центъра се извършват хирургични операции в областта на малката и средната хирургия.

## Галерия
- Инса Ойл
- Медицински център „Света Елисавета“ в гр. Раковски
- Медицински център „Света Елисавета“ - филиал в с. Белозем